# ウニョク
ウニョク（朝：은혁、英：Eunhyuk、1986年4月4日 - ）は、韓国の歌手、タレントであり、アイドルグループSUPER JUNIORのメンバー。メインダンサー、メインラッパー担当。セットリスト構成やコンサート演出も手掛ける。ODEエンタテインメント所属および代表。

## 来歴
1986年、韓国・京畿道高陽郡知道邑（現・高陽市徳陽区陵谷洞）で生まれる。
幼い頃の夢はサッカー選手だったが小学3年生の頃、姉を見てダンスに興味を持つ。その後デビューしたH.O.Tのチャン・ウヒョクに憧れ、テレビ映像を見ながら真似をする形でダンスの練習に没頭した。後に、小学校の同級生で同じくサッカーとダンスが好きだったジュンス（JYJ）と知り合い、次第に互いを一番の親友と思える仲となった。二人でダンスの練習をするようになり、6年生になるとジュンスの提案でH.O.Tのコピーグループを結成し、共に歌手を目指して公演に励んだ。
2000年、SMキャスティングシステムのオーディションに合格。ジュンスと共に前年にも受けたが、落選している 。
当時、事務所が韓国で国民的人気を誇ったH.O.T.と似た人材を求めていたことから、先に合格していたジュンスが事務所内でウニョクのことを「第二のチャン・ウヒョクだ。ラップ、ルックス、ダンスまで全て似ている。彼が来ればこの事務所は安泰だ。」と称賛し続け、その名を広めていた。2回目のオーディションでは審査員からウヒョクのパートの披露を求められ、自身も「チャン・ウヒョクのイメージでキャスティングされた」としている。噂を聞いていたイトゥクは初対面で全く似ていないと感じ、落胆したと話している。
SUPER JUNIOR結成前はソンミン、ジュンスとの3人組だった。
練習生時代もジュンスとは片時も離れず、兄弟のように常に行動を共にしていた。共にデビューするという話が何度か上がったが、ジュンス側の事情（変声期など）で度々白紙となった。そのことで自分を責めるジュンスをウニョクは慰め、支えていた。
東方神起のメンバーとして先にデビューが決まったジュンスは負い目を感じ、「一緒にデビューしたかった」と告げたが、ウニョクはジュンスのデビューを誰よりも喜び、「本当に嬉しかったです。ジュンスの幸せは僕の幸せでした」と話した。東方神起がTVデビューをした際には、嬉しさのあまり泣きながら電話で祝福を告げ、ジュンスもまた「早くデビューして舞台上で会おう」と泣きながら話した。以前のように会えなくなり孤独を感じることもあったが、電話で互いを励まし合ったという。ジュンスの存在はウニョクのデビューに向かう原動力であり、一番支えとなる人物だったと話している。
6年の練習生期間を経た後、SUPER JUNIORとしてデビュー。派生グループであるSUPER JUNIOR-T、SUPER JUNIOR-Happy、SUPER JUNIOR-M（2010年から）のメンバーとしても活動している。
2011年、ドンヘとSUPER JUNIOR-D&Eを結成し、デビュー。
2015年10月13日、軍に入隊し、2017年7月12日除隊した。
2021年、K-POPアイドル初、ブロードウェイミュージカル『ALTAR BOYZ』の演出担当となった。
2023年8月31日、SMエンタテインメントとの契約が満了し、SUPER JUNIORのドンへと共に共同代表として事務所「ODEエンタテインメント」を設立。

## 人物
- 出身：韓国京畿道高陽郡知道邑（現・高陽市徳陽区陵谷洞）
- 身長：172cm、血液型：O型[1]
- 家族構成：父、母、姉[15]
- 学歴
  - 培材大学校 公演映像学部 演劇映画科 卒業
  - 青雲大学校 産業技術大学院 実力音楽科 修士課程 修了

- 学生時代の頃は家庭環境が貧しく、トイレがない半地下の家に住んでいた[16][17][18]。練習生の頃、母が体調の優れない中働き、仕事に疲れ果てて横たわっている姿を見て、必ず歌手になってデビューしようと決意したと話しており[17]、家庭環境に不満はなかったが、両親が辛い思いをしていることが一番嫌だったと当時を振り返っている[16][18]。また、イトゥクが話を聞いてくれたり、ご飯を買ってくれたりしてくれ、当時イトゥクに支えられたことも明かしている[19]。
- 人見知りをする性格であり、初対面の人とすぐに打ち解けるタイプではないが[20][21]、親しい間柄ではふざけたりいたずらをすることが好きで、元々よく笑う方だと語っている[21]。
- ジュンス (JYJ、元東方神起)は小学校からの幼馴染みである。ウニョクのXユーザー名にもなっている「All Rise」は、2人がアイドルとしてデビューした後、初めてステージで共演した曲である。
- 強く影響を受けた人物はチャン・ウヒョク (元H.O.T.)。
- 芸名を「ウニョク (Eunhyuk)」とした理由は明かしていないが、銀を意味する「ウン (Eun)」と、本名の一部「ヒョク (Hyuk)」（赫：光り輝くことを意味する）を合わせた名となっている。
- 華奢で太りにくい体質であることから、過去にはよく「멸치 (イワシ)」と揶揄されていた[22][23][24]。

### SUPER JUNIOR関連
- コンサートツアー『SUPER SHOW 7』から本格的にステージ演出に携わっている[25][26]。
- アイドルとして活動する中で自分一人だけを見せたいというよりは、グループで目標を成し遂げたいという思いが強いと過去に語っている[21]。グループが長く続いている理由について聞かれた際には「メンバーのみんなと一緒にいるだけで楽しい。僕たちはメンバーと一緒にいるのが好き、だから続けられるんだと思う。」と彼は語っており[27]、SUPER JUNIORの仲を「歳をとって老けてもずっと一緒にいられる"シルバータウン"」と表現している[28]。
- ユニットを組んでいるドンヘとは特に仲が良く、2人合わせて「ウネ」または「ヘウン」とファンから呼ばれている。同じマンションに居住していた頃、ドンヘがウニョクの部屋に勝手に上がり込んでいたこともあったと明かしている[29]。
- イェソンのことをよくからかっているため、彼との関係性を"トムとジェリー"と形容されている[30][31]。

## ディスコグラフィ

### アルバム
- 1stミニアルバム『EXPLORER』（2025年1月27日）
- 日本1stミニアルバム『TIMESCAPE』（2025年2月14日）

### デジタルシングル
- 『be』（2021年10月20日）[32][33]

### OST
- 「昨日より今日さらに君を」（2018年）※ロッテ免税店ウェブドラマシーズン2『美女変身大作戦』OST

### ミュージックビデオ
| 公開日 | 公開日   | 曲名                   | リンク |
| ------ | -------- | ---------------------- | ------ |
| 2018年 | 6月12日  | 昨日より今日さらに君を | Play   |
| 2021年 | 10月20日 | be                     | Play   |
| 2025年 | 1月27日  | UP N DOWN              | Play   |

## 単独公演

### EUNHYUK LIVE TOUR 2025 -Limitless: Time- in Japan
| 公演日 | 公演日     | 都市     | 会場                            |
| ------ | ---------- | -------- | ------------------------------- |
| 2025年 | 2月15~16日 | 静岡県   | 静岡市民文化会館 大ホール       |
| 2025年 | 2月21日    | 東京都   | 立川ステージガーデン            |
| 2025年 | 2月24日    | 宮城県   | 仙台サンプラザホール            |
| 2025年 | 3月7日     | 福岡県   | 福岡サンパレス ホテル&ホール    |
| 2025年 | 3月15~16日 | 大阪府   | グランキューブ大阪 メインホール |
| 2025年 | 3月21~22日 | 神奈川県 | 横浜BUNTAI                      |

## 出演番組

### テレビ番組
レギュラー出演
- M COUNTDOWN（2007年7月 - 2008年3月、Mnet）MC
- 強心臓（2009年10月 - 2013年2月、SBS）[35]
- ユ&キムの遊びにおいで（2012年12月、MBC）MC[36][37]
- 裸足の友達（2013年4月 - 11月、SBS）[38]
- 僕らの日曜の夜ーアニマルズ（2015年1月 - 3月、MBC）[39][40]
- オッパ！プロダクション（2017年8月 - 9月、MBC）[41][42]
- 求めて苦労２ーパラダイス（2018年6月 - 9月、JTBC2）[43][44]
- WHY NOT ザ・ダンサー（2018年5月 - 6月、JTBC4）[45][46]
- UNDER19（2019年1月、MBC）パフォーマンスディレクター[47]
- 今日の運勢（2019年8月 - 9月、JTBC2）MC（シンドンの代理）
- 週刊アイドル（2020年4月 - 2023年4月、MBC every1）MC[48][49]
- JOB動産（2021年4月 - 6月、チャンネルS）MC
- 家事をする男たち2（2021年6月 - 2022年1月、KBS2）
- STREET MAN FIGHTER（2022年8月 - 9月、Mnet）審査員[50]
- 放課後コリア：修学旅行（Eチャンネル）
  - シーズン1（2022年12月）MC[51]
  - シーズン2（2023年8月）MC[52]
- NCT Universe: LASTART（2023年7月 - 9月、日本テレビ）アーティストディレクター[53]
- ミストロット3（2023年12月 - 2024年2月、TV朝鮮）審査員[54]
- SCOOL（2024年9月 - 、SBS M）

スペシャル番組
- K-POPアイドルスターオリンピック2012（2012年7月25日、MBC）MC
- 2021 KBS芸能大賞（2021年12月25日、KBS2）

### 配信番組
- バック・トゥ・ザ・アイドル（KT Seezn）
  - シーズン1（2020年9月 - 10月）MC[55]
  - シーズン2（2021年8月 - 10月）MC[56]
- ウニョクのオッフィシャル（2020年10月 - 2021年3月、NAVER TV）[57]

## 出演作品

### ドラマ
- レインボーロマンス（2005年、MBC）カメオ出演
- ドリームハイ（2011年、KBS）第13話カメオ出演[58]

### 舞台
- FAME（2011年11月 - 2012年1月）タイロン・ジャクソン 役
- FUERZA BRUTA WAYRA in SEOUL[59]
  - 2019年7月7日 - 8月1日（計10公演）
  - 2022年10月28日 - 12月11日（計8公演）[60][61]

### ミュージックビデオ
- F.I.X「Please don't say(말하지마)」（2012年）
- Postmen「Goodbye Sinchon」（2023年）[62]

## 書籍

### 雑誌
- 『TOPSTARNEWS』2012年10月号 表紙モデル
- 『Singles』2012年10月号
- 『10asia 10 + Star』2012年11月号
- 『MAXIM KOREA』2015年5月号 表紙モデル
- 『THE CELEBRITY』2015年11月号
- 『1st LOOK』vol.243（2022年8月発売）表紙モデル

## 受賞歴
2009年
- SBS芸能大賞 バラエティ部門 最優秀新人賞

2018年
- U⁺5G THE FACT MUSIC AWARDS（TMA）歌手部門 Fan N Star Hall of Fame[63]

2021年
- KBS芸能大賞 ベストチームワーク賞（『家事をする男たち2』）[64]

### 各種SNS
- Dalnim (@AllRiseSilver) - X
- EUNHYUK (@be4eunhyuk) - Instagram
- haohaohyuk - 新浪微博（簡体字中国語）
- 일단은혁이 1LDAN EUNHYUKEE - YouTube

### 公式サイト
- SUPER JUNIOR-D&E 日本公式FCサイト
- SUPER JUNIOR 公式サイト（日本語）